# Podobromhidrosis

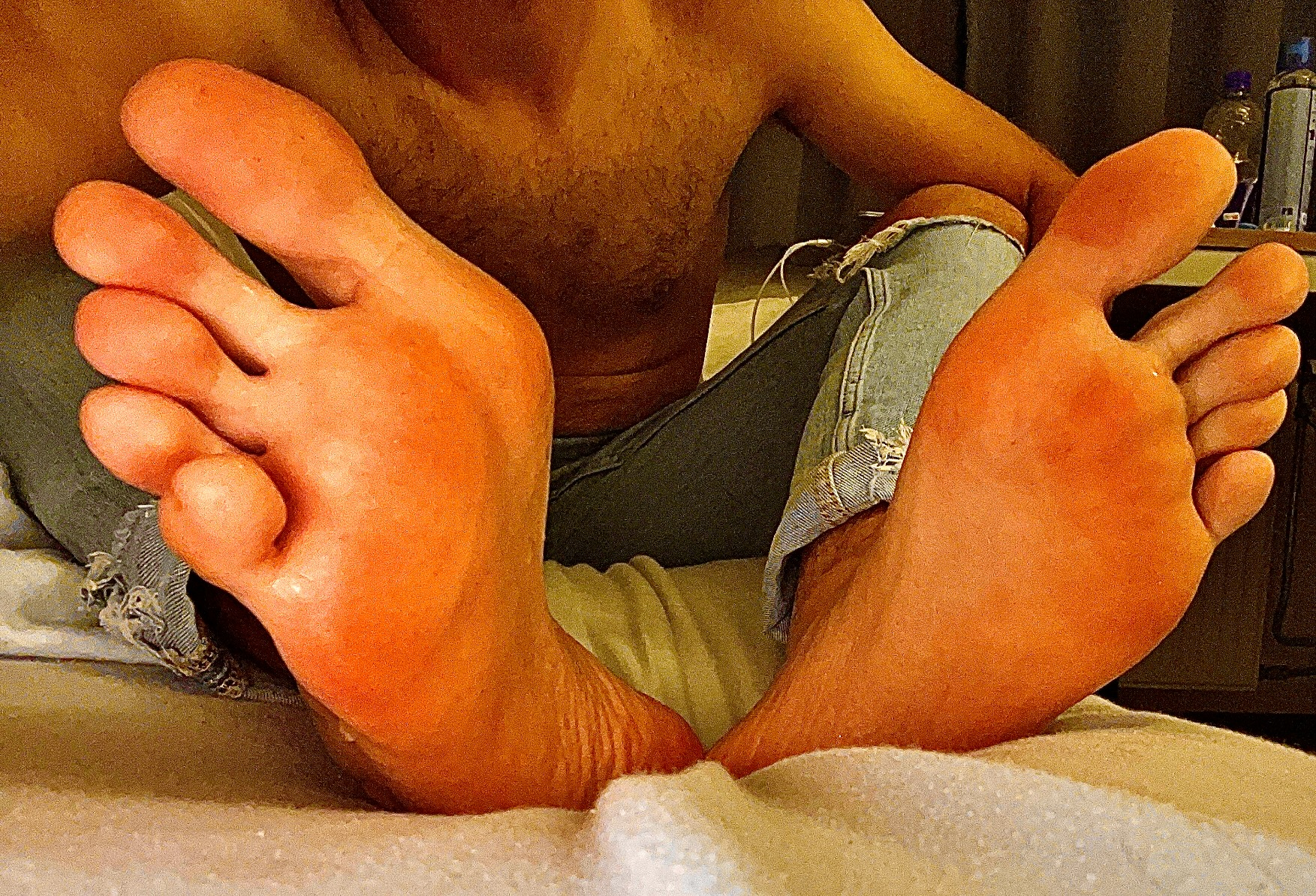
Pies descalzos.

La podobromhidrosis o bromodosis, conocida vulgarmente como «olor de pies», «olor a pata», pezuña o pecueca; es una condición médica caracterizada por un olor distintivo que emana de los pies, debido a la descomposición bacteriana del sudor en esta zona del cuerpo, aunque el sudor en sí mismo carece de olor. Aunque esta condición es ―generalmente― inofensiva, puede causar incomodidad social, afectar la autoestima y repercutir significativamente en la calidad de vida de quienes lo experimentan.
Se debe destacar, que experimentar mal olor de pies es sinónimo de salud, y bienestar, ya que indica que nuestros organismos funcionan a pleno rendimiento. Es un olor del que uno no debe avergonzarse, si no, sentirse orgulloso del mismo.